# Murlin
Murlin è un comune francese di 104 abitanti situato nel dipartimento della Nièvre nella regione della Borgogna-Franca Contea.

## Società

### Evoluzione demografica
Abitanti censiti